# 佩尔-瑞西
佩尔-瑞西（法語：Pers-Jussy，法語發音：[pɛʁ ʒysi]）是法国上萨瓦省的一个市镇，位于该省中北部，属于圣于连昂热讷瓦区。该市镇于1815年由原市镇佩尔（Pers）和瑞西苏佩尔（Jussy-sous-Pers）合并而成。

## 地理
佩尔-瑞西（46°6'26"N, 6°16'2"E）面积18.68 平方千米，位于法国奥弗涅-罗讷-阿尔卑斯大区上萨瓦省，该省份为法国东部省份，历史上为薩伏依的一部分，北与瑞士接壤，西接安省，南至萨瓦省，东与瑞士和意大利接壤。
与佩尔-瑞西接壤的市镇（或旧市镇、城区）包括：阿尔比西尼、拉沙佩勒朗博、科尔尼耶、埃托、雷尼耶-埃斯里。
佩尔-瑞西的时区为UTC+01:00、UTC+02:00（夏令时）。

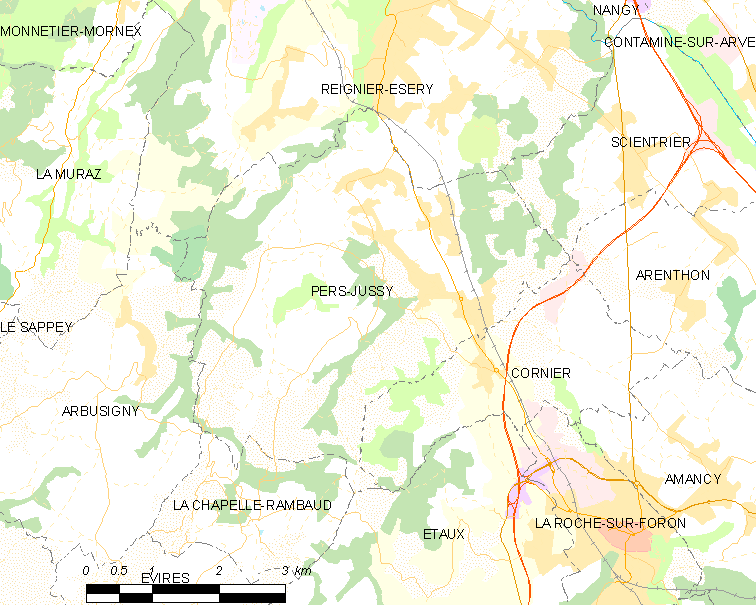
佩尔-瑞西的OSM定位图

## 行政
佩尔-瑞西的邮政编码为74930，INSEE市镇编码为74211。

## 政治
佩尔-瑞西所属的省级选区为福龙河畔拉罗什县。

## 交通
上萨瓦省省道D2线、D6线和D102线在佩尔-瑞西境内交汇。有省内客运巴士可前往阿讷西和阿讷马斯。

## 人口

1962-2008年间佩尔-瑞西人口变化图示

佩尔-瑞西于2022年1月1日时的人口数量为3207人。